# GP de Torres Vedras de 2012
O 35º Grande Prémio Internacional de Ciclismo de Torres Vedras - Troféu Joaquim Agostinho foi organizado pela UDO – União Desportiva do Oeste, com o apoio da Câmara Municipal de Torres Vedras, realizando-se de 12 a 15 de Julho de 2012.
É uma prova com coeficiente 2.2 no UCI Europe Tour
Sendo uma forma de homenagear Joaquim Agostinho, esta prova para além da Região Oeste pois o seu itinerário, como já é habitual, visitou o Ribatejo e a Área Metropolitana de Lisboa.
A prova foi ganha pela 2ª vez consecutiva pelo ciclista algarvio Ricardo Mestre da equipa Carmim Prio Tavira. O Espanhol Iker Camaño da Endura Racing foi o segundo e o português José Gonçalves da Onda Boavista. Nas restantes classificações o português Sérgio Ribeiro da RadioShack-Leopard venceu a classifcação por pontos, o português Hugo Sabido da LA-Antarte venceu a classificação das metas volantes, o italiano Manuele Boaro da Saxo-Tinkoff venceu a camisola verde da classificação da montanha enquanto a RadioShack-Leopard venceu a classificação por equipas.

## Percurso
| Etapa   | Data     | Percurso                                          | Distância | Tipo | Tipo                      | Vencedor       |
| ------- | -------- | ------------------------------------------------- | --------- | ---- | ------------------------- | -------------- |
| Prologo | 12 Julho | Torres Vedras-Torres Vedras                       | 8 km      |      | Contra-relógio Individual | Iker Camaño    |
| 1       | 13 Julho | Manique do Intendente a Vimeiro                   | 184 km    |      | Etapa Média-Montanha      | Sérgio Ribeiro |
| 2       | 14 Julho | Circuito de Torres Vedras                         | 100 km    |      | Etapa Plana               | Sergey Belykh  |
| 3       | 15 Julho | Atouguia da Baleia a Carvoeira (Alto dos Moinhos) | 169 km    |      | Etapa Alta-Montanha       | Ricardo Mestre |

## Etapas

### Prólogo
12 Julho 2012 – Torres Vedras-Torres Vedras, 8 km
|    | Ciclista           | Equipa                  | Tempo  |
| -- | ------------------ | ----------------------- | ------ |
| 1  | Iker Camaño        | Endura Racing           | 11m29s |
| 2  | Ricardo Mestre     | Carmim-Prio             | a 5s   |
| 3  | Hugo Sabido        | LA-Antarte              | a 6s   |
| 4  | Ioannis Tamouridis | SP Tableware            | a 12s  |
| 5  | Alejandro Marque   | Carmim-Prio             | m.t.   |
| 6  | David Blanco       | Efapel-Glassdrive       | m.t.   |
| 7  | Jaume Rovira       | Gios Deyser-Leon Castro | a 17s  |
| 8  | José Gonçalves     | Onda                    | a 18s  |
| 9  | José Mendes        | LA-Antarte              | m.t.   |
| 10 | Edgar Pinto        | LA-Antarte              | a 24s  |

|    | Ciclista           | Equipa                  | Tempo  |
| -- | ------------------ | ----------------------- | ------ |
| 1  | Iker Camaño        | Endura Racing           | 11m29s |
| 2  | Ricardo Mestre     | Carmim-Prio             | a 5s   |
| 3  | Hugo Sabido        | LA-Antarte              | a 6s   |
| 4  | Ioannis Tamouridis | SP Tableware            | a 12s  |
| 5  | Alejandro Marque   | Carmim-Prio             | m.t.   |
| 6  | David Blanco       | Efapel-Glassdrive       | m.t.   |
| 7  | Jaume Rovira       | Gios Deyser-Leon Castro | a 17s  |
| 8  | José Gonçalves     | Onda                    | a 18s  |
| 9  | José Mendes        | LA-Antarte              | m.t.   |
| 10 | Edgar Pinto        | LA-Antarte              | a 24s  |

### 1ª Etapa
13 Julho 2012 –Manique do Intendente a Vimeiro, 184 km
|    | Ciclista           | Equipa            | Tempo    |
| -- | ------------------ | ----------------- | -------- |
| 1  | Sérgio Ribeiro     | Efapel-Glassdrive | 4h37m20s |
| 2  | Carlos Barbero     | Orbea             | m.t.     |
| 3  | António Carvalho   | Mortágua          | m.t.     |
| 4  | Ioannis Tamouridis | SP Tableware      | m.t.     |
| 5  | José Gonçalves     | Onda              | m.t.     |
| 6  | Edgar Pinto        | LA-Antarte        | m.t.     |
| 7  | Zakkari Dempster   | Endura Racing     | a 3s     |
| 8  | Iker Camaño        | Endura Racing     | m.t      |
| 9  | Artiz Etxebarria   | Orbea             | a 7s     |
| 10 | Hélder Oliveira    | Onda              | a 10s    |

|    | Ciclista           | Equipa                  | Tempo    |
| -- | ------------------ | ----------------------- | -------- |
| 1  | Iker Camaño        | Endura Racing           | 4h48m52s |
| 2  | Ioannis Tamouridis | SP Tableware            | a 9s     |
| 3  | Ricardo Mestre     | Carmim-Prio             | a 12s    |
| 4  | Hugo Sabido        | LA-Antarte              | a 13s    |
| 5  | José Gonçalves     | Onda                    | a 15s    |
| 6  | Edgar Pinto        | LA-Antarte              | a 21s    |
| 7  | António Carvalho   | Mortágua                | a 22s    |
| 8  | Sérgio Ribeiro     | Efapel-Glassdrive       | a 23s    |
| 9  | Zakkari Dempster   | Endura Racing           | a 24s    |
| 10 | Jaume Rovira       | Gios-Deyser León Kastro | m.t.     |

### 2ª Etapa
14 Julho 2012 – Circuito de Torres Vedras (10 voltas), 100 km
|    | Ciclista         | Equipa                     | Tempo    |
| -- | ---------------- | -------------------------- | -------- |
| 1  | Sergey Belykh    | Lokosphinx                 | 2h42m28s |
| 2  | Sérgio Ribeiro   | Efapel-Glassdrive          | m.t.     |
| 3  | Iker Camaño      | Endura Racing              | m.t.     |
| 4  | Dmitry Sokolov   | Lokosphinx                 | m.t.     |
| 5  | Carlos Barbero   | Orbea                      | m.t.     |
| 6  | Jorge Montenegro | Louletano – Dunas Douradas | m.t.     |
| 7  | Edgar Pinto      | LA-Antarte                 | m.t.     |
| 8  | António Carvalho | Mortágua                   | m.t.     |
| 9  | Rene Mandri      | Endura Racing              | m.t.     |
| 10 | Ricardo Mestre   | Carmim-Prio                | m.t.     |

|    | Ciclista           | Equipa                            | Tempo    |
| -- | ------------------ | --------------------------------- | -------- |
| 1  | Iker Camaño        | Endura Racing                     | 7h31m16s |
| 2  | Ioannis Tamouridis | SP Tableware                      | a 13s    |
| 3  | Ricardo Mestre     | Carmim-Prio                       | a 16s    |
| 4  | Sérgio Ribeiro     | Efapel-Glassdrive                 | a 21s    |
| 5  | António Carvalho   | Mortágua                          | a 23s    |
| 6  | Edgar Pinto        | LA-Antarte                        | a 25s    |
| 7  | Zakkari Dempster   | Endura Racing                     | a 28s    |
| 8  | Jaume Rovira       | Gios-Deyser León Kastro           | m.t.     |
| 9  | José Mendes        | LA-Antarte                        | a 29s    |
| 10 | André Mourato      | Liberty Seguros/Feira/Specialized | a 35s    |

### 3ª Etapa
15 Julho 2012 – Atouguia da Baleia a Carvoeira (Alto dos Moinhos), 169 km;
|    | Ciclista           | Equipa            | Tempo    |
| -- | ------------------ | ----------------- | -------- |
| 1  | Ricardo Mestre     | Carmim-Prio       | 4h11m23s |
| 2  | José Gonçalves     | Onda              | a 20s    |
| 3  | Sérgio Ribeiro     | Efapel-Glassdrive | a 26s    |
| 4  | Daniel Silva       | Onda              | m.t.     |
| 5  | Iker Camaño        | Endura Racing     | m.t.     |
| 6  | José Mendes        | LA-Antarte        | m.t.     |
| 7  | Célio Sousa        | Onda              | m.t.     |
| 8  | Ioannis Tamouridis | SP Tableware      | a 33s    |
| 9  | Sergey Belykh      | Lokosphinx        | a 42s    |
| 10 | Hugo Sancho        | LA-Antarte        | a 44s    |

|    | Ciclista           | Equipa            | Tempo     |
| -- | ------------------ | ----------------- | --------- |
| 1  | Ricardo Mestre     | Carmim-Prio       | 11h42m45s |
| 2  | Iker Camaño        | Endura Racing     | a 20s     |
| 3  | José Gonçalves     | Onda              | a 27s     |
| 4  | Sérgio Ribeiro     | Efapel-Glassdrive | a 37s     |
| 5  | Ioannis Tamouridis | SP Tableware      | a 40s     |
| 6  | José Mendes        | LA-Antarte        | a 49s     |
| 7  | Daniel Silva       | Onda              | a 56s     |
| 8  | António Carvalho   | Mortágua          | a 1m03s   |
| 9  | Edgar Pinto        | LA-Antarte        | a 1m05s   |
| 10 | Célio Sousa        | Onda              | a 1m14s   |

## Lideres Classificações
| Etapa | Vencedor       | Classificação Geral · | Classificação Montanha · | Classificação Metas Volantes · | Classificação Pontos · | Classificação Juventudes · | Classificação Equipas |
| ----- | -------------- | --------------------- | ------------------------ | ------------------------------ | ---------------------- | -------------------------- | --------------------- |
| Pro   | Iker Camaño    | Iker Camaño           | não atribuída            | não atribuída                  | não atribuída          | José Gonçalves             | LA-Antarte            |
| 1     | Sérgio Ribeiro | Iker Camaño           | Mikhail Antonov          | César Fonte                    | Sérgio Ribeiro         | José Gonçalves             | Endura Racing         |
| 2     | Sergey Belykh  | Iker Camaño           | César Fonte              | César Fonte                    | Sérgio Ribeiro         | José Gonçalves             | Endura Racing         |
| 3     | Ricardo Mestre | Ricardo Mestre        | Mikhail Antonov          | César Fonte                    | Sérgio Ribeiro         | José Gonçalves             | Onda                  |
| Final | Final          | Ricardo Mestre        | Mikhail Antonov          | César Fonte                    | Sérgio Ribeiro         | José Gonçalves             | Onda                  |

## Ligações Externas
«Sítio oficial» 